# Roger Bobo
 (février 2023).
Si vous disposez d'ouvrages ou d'articles de référence ou si vous connaissez des sites web de qualité traitant du thème abordé ici, merci de compléter l'article en donnant les références utiles à sa vérifiabilité et en les liant à la section « Notes et références ».
Pour les articles homonymes, voir Bobo.
Roger Bobo, né le 8 juin 1938 à Los Angeles (Californie) et mort le 12 février 2023 à Oaxaca de Juárez (Oaxaca, Mexique), est un virtuose américain de tuba, un pédagogue des cuivres et un chef d'orchestre. 

## Biographie
Roger Bobo prit sa retraite du tuba en 2001 afin de se consacrer à la direction d'orchestre et à l'enseignement. Il a donné ce qui est réputé être le premier récital de tuba solo de l'histoire du Carnegie Hall. Sa discographie en solo et en ensemble est abondante. Il est l'auteur de Maîtriser le Tuba publié aux Editions Bim (CH). Lorsqu'il vivait aux États-Unis, il était le chef d'orchestre résident de l'orchestre philharmonique de Topanga. Il fut chef invité de nombreux orchestres et ensembles de chambre en Amérique du Nord, en Europe et en Asie.
À partir de 2023, Roger Bobo vivait dans l'État mexicain d'Oaxaca, d'où il a dirigé de nombreuses classes de maître et leçons virtuelles. De 2018 à 2023, il résidait à Tokyo, au Japon, et enseignait à la Musashino Academia Musicae (en) de Tokyo. Avant de déménager à Tokyo, il fut professeur à la Fiesole School of Music près de Florence, en Italie, au Conservatoire de Lausanne en Suisse, au Rotterdams Konservatorium aux Pays-Bas et au Royal Northern College of Music de Manchester, en Angleterre. Roger Bobo est titulaire d'un baccalauréat de l'Eastman School of Music.
Les principaux rendez-vous orchestraux comprennent :
- Orchestre philharmonique de Rochester, 1956-1962 (Erich Leinsdorf, dir.) ;
- Orchestre royal du Concertgebouw, Amsterdam, 1962–1964 (Bernard Haitink, dir.) ;
- Orchestre philharmonique de Los Angeles, 1964-1989 (Zubin Mehta, Carlo Maria Giulini, André Previn dir.).

## Hommages
Roger Bobo a été l'objet du poème Récital de John Updike.
Alexandre Aroutiounian a dédié son Concerto pour tuba et orchestre symphonique (1992) en trois mouvements à Roger Bobo.

## Discographie
- Roger Bobo Plays Tuba
- Prunes
- Botuba
- Tuba libera
- Gravity Is Light Today
- Bobissimo
- Rainbo-bo
- Requiem rock (Verve, 1971), avec Lalo Schifrin